# تری‌اتیل‌گالیم

ساختار شیمیایی تری‌اتیل‌گالیم

تری‌اتیل‌گالیم (به انگلیسی: Triethylgallium) با فرمول شیمیایی Ga(C۲H۵)۳ یک ترکیب شیمیایی با شناسه پاب‌کم ۶۶۱۹۸ است. که جرم مولی آن 156.9 g/mol می‌باشد. شکل ظاهری این ترکیب، مایع بی‌رنگ شفاف است.